# Anapisona platnicki
Anapisona platnicki is een spinnensoort in de taxonomische indeling van de Dwergkogelspinnen (Anapidae).
Het dier behoort tot het geslacht Anapisona. De wetenschappelijke naam van de soort werd voor het eerst geldig gepubliceerd in 1981 door Brignoli.